# Logo Wikipedii
Logo Wikipedii – zarejestrowany znak towarowy, którego dysponentem jest Wikimedia Foundation, służący jako logo Wikipedii. Przedstawia niedokończony globus zrobiony z puzzli, na których znajdują się glify z różnych systemów pisma.
Logo zostało zarejestrowane jako europejski wspólnotowy znak towarowy przez Wikimedia Foundation. Znak towarowy nosi datę zgłoszenia 31 stycznia 2008 roku i datę rejestracji z dnia 20 stycznia 2009.

## Historia

### Zastępcze logo
15 stycznia 2001 roku Jimmy Wales wykorzystał flagę Stanów Zjednoczonych jako tymczasowe logo dla Wikipedii.

### Pierwsze logo

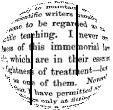
Pierwsze logo Wikipedii w języku angielskim

Autorem pierwszego logo Wikipedii był Bjørn Smestad który zgłosił swoją pracę do konkursu prowadzonego na Nupedii w 2000 roku. Wales doszedł do wniosku, że logo byłoby znacznie lepsze od flagi i pozostało ono stosowane przez następne osiem miesięcy, do końca 2001 roku.
Logo to zawiera cytat z przedmowy Euclid and his Modern Rivals wygłoszonej przez Lewisa Carrolla. Ze względu na rybie oko tylko część tekstu można przeczytać:
In one respect this book is an experiment, and may chance to prove a failure: I mean that I have not thought it necessary to maintain throughout the gravity of style which scientific writers usually affect, and which has somehow come to be regarded as an ‘inseparable accident’ of scientific teaching. I never could quite see the reasonableness of this immemorial law: subjects there are, no doubt, which are in their essence too serious to admit of any lightness of treatment – but I cannot recognise Geometry as one of them. Nevertheless it will, I trust, be found that I have permitted myself a glimpse of the comic side of things only at fitting seasons, when the tired reader might well crave a moment’s breathing-space, and not on any occasion where it could endanger the continuity of the line of argument.

### Drugie logo
W listopadzie 2001 roku wikipedyści zasugerowali nowe logo, a w okresie od listopada do grudnia tego samego roku w konkursie została wybrana lista 24 potencjalnych kandydatów. Zwycięzcą zostało logo oznaczone numerem 24, którego autorem był użytkownik The Cunctator.
Logo zawiera następujący cytat zaczerpnięty z Lewiatana Thomasa Hobbesa, z części I, rozdziału VI:
Desire to know why, and how, curiosity; such as is in no living creature but man: so that man is distinguished, not only by his reason, but also by this singular passion from other animals; in whom the appetite of food, and other pleasures of sense, by predominance, take away the care of knowing causes; which is a lust of the mind, that by a perseverance of delight in the continual and indefatigable generation of knowledge, exceedeth the short vehemence of any carnal pleasure.
Ze względu na tekst w języku angielskim, logo nie było preferowane przez innojęzyczne wersje Wikipedii. Niektóre wiki wybrały podobną konstrukcję z tekstem w ich własnych językach (np. wersja niderlandzka), stosowały logo angielskie, ale dodawały kolor flagi narodowej (np. wersja duńska lub szwedzka), tłumaczyły podpis wolna encyklopedia (np. wersja niemiecka) albo wybierały zupełnie inne logo (np. wersja francuska).

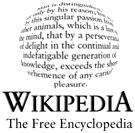
Drugie logo Wikipedii
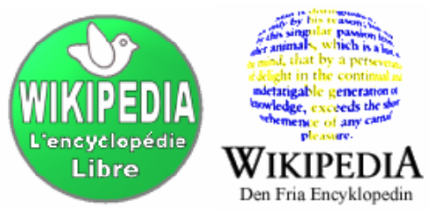
Byłe logotypy francuskiej i szwedzkiej wersji Wikipedii

### Trzecie logo
Po sugestii Erika Möllera został przeprowadzony międzynarodowy konkurs w celu wybrania nowego logo, które byłoby odpowiednie dla wszystkich wersji językowych. Po głosowaniu wygrał projekt Paula Stansifera. Anglojęzyczna Wikipedia zaczęła używać logo 26 września 2003 roku. Stansifer przedstawiał kulę wykonaną z puzzli, w wielu kolorach. Logo było symbolem ciągłej budowy i rozwoju projektu. Zostało wykonane w programie POV-Ray, z wykorzystaniem puzzli owiniętych wokół kuli. Wkrótce potem odbyło się głosowanie potwierdzające wybór logotypu.
Wybrano modyfikację projektu Stansifera autorstwa Davida Friedlanda, czasami określaną srebrną kulą. Friedland zmienił kolor na biały i tekst nakładki na pojedyncze litery.

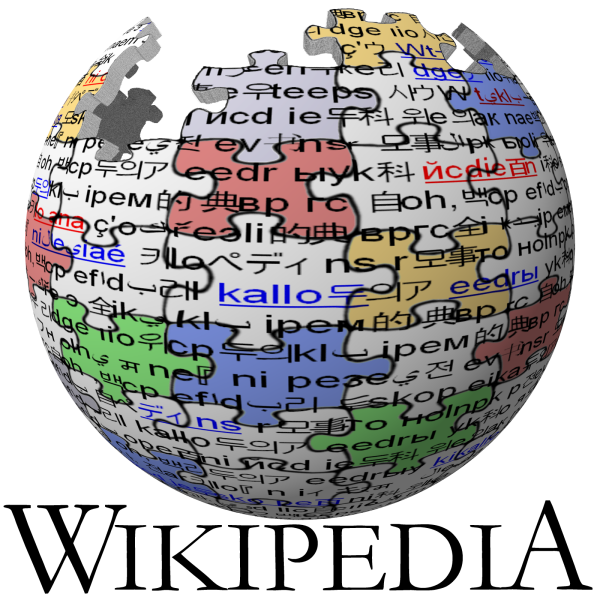
Podstawa trzeciego logotypu Wikipedii
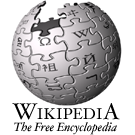
Modyfikacja trzeciego logotypu Wikipedii

Ta wersja zawierała 16 liter z 16 różnych alfabetów ułożonych następująco:
|  | — | — | — |
|  | — |   |   |
|  |   |   |   |
|  |   |   |   |
|  |   |   |   |

| Glif | Opis                                | Pismo              | Unicode |
| ---- | ----------------------------------- | ------------------ | ------- |
|      | minuskuła ini                       | alfabet ormiański  | Ի       |
|      | lô                                  | pismo khmerskie    | ល       |
|      | Litery wa oraz i                    | katakana           | ウィ    |
|      | r                                   | alfabet klingoński |        |
|      | Zbitka spółgłoskowa liter wa oraz i | Pismo tybetańskie  | ཝི       |
|      | majuskuła omegi                     | alfabet grecki     | Ω       |
|      | majuskuła w                         | alfabet łaciński   | W       |
|      | ja w postaci izolowanej             | pismo arabskie     | ي       |
|      | błędnie zapisany zrost va oraz i    | pismo dewanagari   | वि       |
|      | Klucz 145 z 5                       | pismo chińskie     | 袓      |
|      | majuskuła i                         | cyrylica           | И       |
|      | zrost wi                            | hangul             | 위      |
|      | todo i                              | pismo mongolskie   | ᡅ       |

### Czwarte logo
Na przestrzeni lat pojawiały się sugestie, że niektóre ze znaków powinny być zmienione, aby odzwierciedlały rzeczywistą pisownię Wikipedii w różnych językach.
Pod koniec 2009 roku Wikimedia Foundation zobowiązała się naprawić błędy, które zostały odnotowane w konstrukcji kuli z puzzli. W szczególności nie były skalowalne i niektóre litery pojawiały się zniekształcone. W przypadku nowego logo pracownicy Wikimedia Foundation określili znaki, które pojawiają się na „ukrytej” części układanki, i stworzyli trójwymiarowy model umożliwiający zobaczenie globusu z każdej strony.

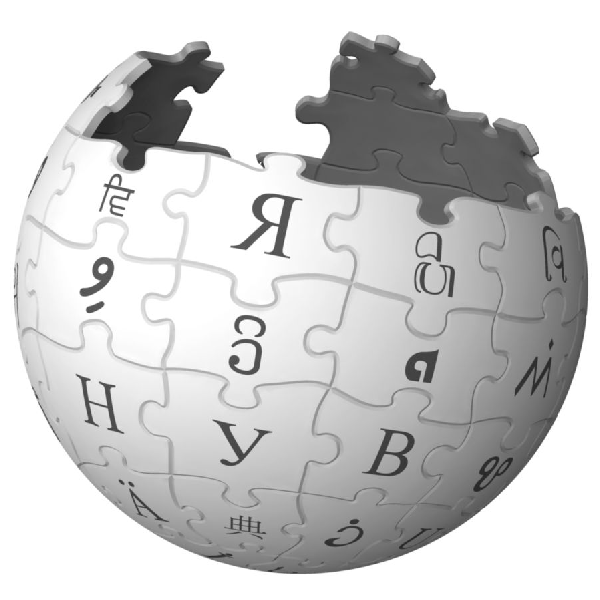
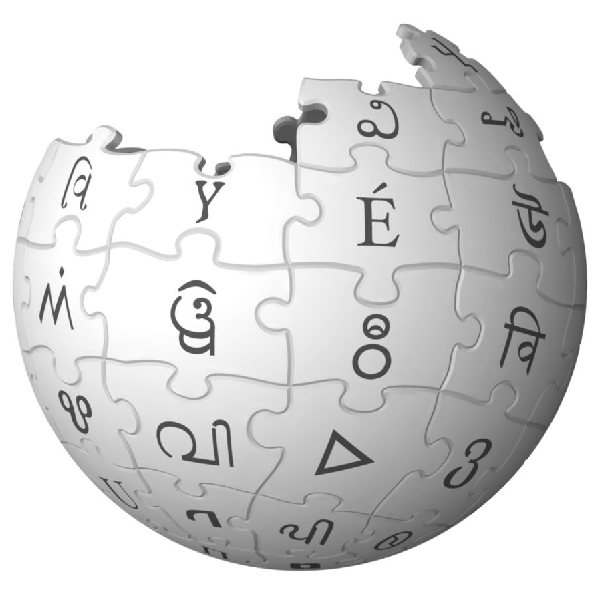
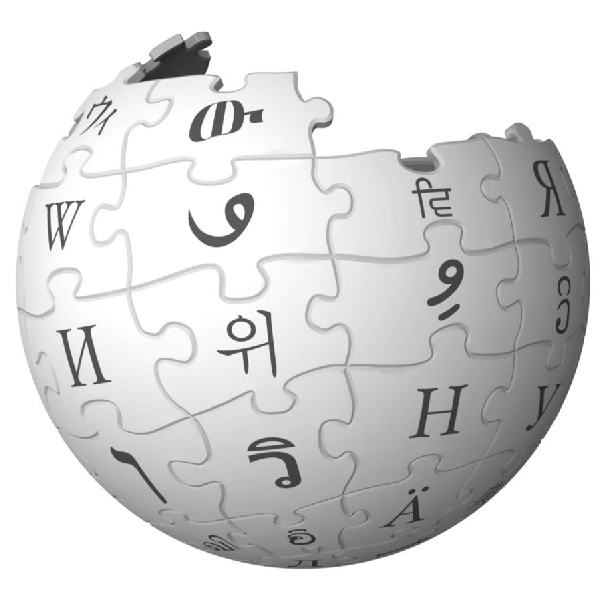
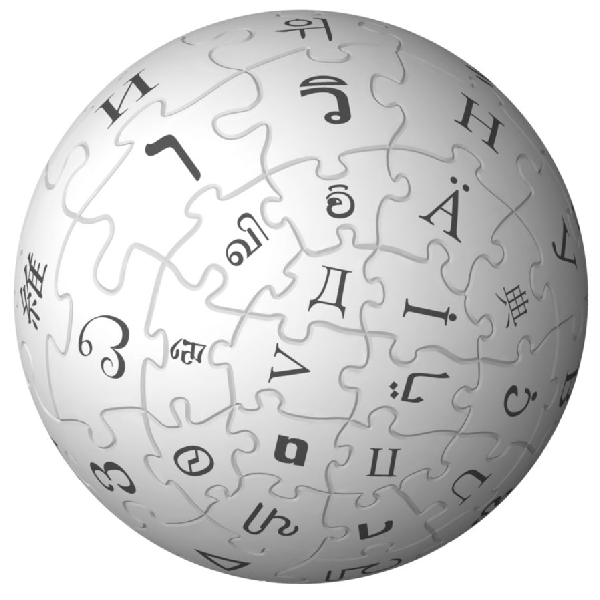
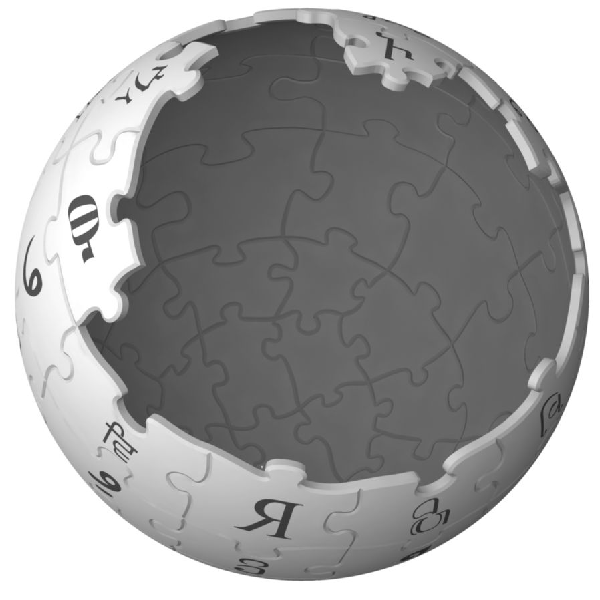

Nowe logo zostało odsłonięte w maju 2010 r. Jest powszechnie określany jako „v2” lub „2.0”, ponieważ stanowi drugą (urzędową) wersję logo. Zawiera renderowania 3D globusu z puzzli, z prawidłowymi znakami (oraz klingońską literę zastąpioną przez literę pisma etiopskiego. Znaki zostały zmodyfikowane, zastępując czcionkę Hoefler Text czcionką open-source Linux Libertine, w następujący sposób:
|                                              |                               |                                    |                                    | —                              | —                              | —                                |                              |                                     |                      |
|                                              |                               |                                    |                                    | —                              | —                              | —                                |                              |                                     |                      |
| —                                            | —                             | —                                  | —                                  | Wielkie ormiańskie vev (Վ)     | —                              | —                                | —                            | —                                   | —                    |
| —                                            | —                             | —                                  | va + (i) piśmie telugu (వి)         | Khmerskie vo + i (វិ)           | —                              | U + małe i w katakanie (ウィ)    | Etiopskie wə (ው)             | —                                   | —                    |
| Jawajska wa + i (ꦮꦶ)                          | Va + i w piśmie gudżarati (વિ) | Gocka vinja (𐍅)                    | Wielkie łacińskie e kreskowane (É) | Bengalskie krótkie u (উ)       | Wielka grecka omega (Ω)        | Wielkie Łacińskie W (W)          | Arabskie wāw (و)             | Vava + sihari w piśmie gurmukhi (ਵਿ) | Ya w cyrylicy (Я)    |
| Ve w cyrylicy ve (В)                         | W + i w piśmie lontara (ᨓᨗ)    | Wa + i w piśmie orija (ୱି)          | Birmańskie v + i (ဝီ )              | Va + i w piśmie dewanagari (वि) | Tradycyjne pismo chińskie (維) | I w cyrylicy (И)                 | Koreańskie Wi w Hangulu (위) | Łacińskie H (H)                     | Laotańskie w + i (ວິ) |
| Syryjskie wāw (ܘ)                            | Vědě w głagolicy (Ⰲ)          | Va + krótkie ipiśmie malajalam (വി) | U w sylabariuszu Inuktitut (ᐅ)     | Gruzińskie vin (ვ)             | Va + (i) w piśmie kannada (ವಿ)  | Hebrajskie vav (ו)               | Tajskie wo waen + sara i (วิ) | Vaavu + (i) w piśmieTaana (ވި)       | U w cyrylicy (У)     |
| Wi w piśmie baybayin w języku tagalskim (ᜏᜒ ) | Łacińskie U (U)               | Mongolska wa (ᠸ)                   | Wa + i w piśmie limbu (ᤘᤡ)          | Czirokeskie wi (Ꮻ)             | Tybetańska wa + (i) (ཝི)        | Tamilska va + (i) (வி)            | Syngaleska va + i (වි)        | Łacińskie A-umlaut (Ä)              | Chińskie Diân (典)   |
|                                              |                               |                                    |                                    | Wa w języku tai neua (ᥝ)       | Łacińskie V (V)                | De w cyrylicy (Д)                |                              |                                     |                      |
|                                              |                               |                                    |                                    | Greckie pi (Π)                 | Arabska yāʾ + ʾalif (يا)       | Łacińskie wielkie i z kropką (İ) |                              |                                     |                      |

### Logotypy okolicznościowe
15 stycznia 2011 roku, z okazji 10. rocznicy Wikipedii standardowa kula została zastąpiona przez specjalne logo, przedstawiające kawałek układanki.
Podczas 10 rocznicy powstania polskojęzycznej Wikipedii także tradycyjne logo zostało zastąpione wersją rocznicową. Polska wersja składała się z czterech puzzli ułożonych biało-czerwoną szachownicę.

Logo dziesiątej rocznicy powstania polskojęzycznej Wikipedii
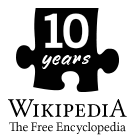
Logo dziesiątej rocznicy Wikipedii

## Wersje fizyczne
Pierwsze dwie wersje logo zostały wykonane na podobieństwo kuli z wykorzystaniem efektu rybich oczu. Trzecia wersja powstała w programie POV-Ray z wykorzystaniem techniki śledzenia promieni. Pokaźna kula z puzzli przedstawiająca logo Wikipedii, nazwana Wikiball, została zaprezentowana na Wikimanii 2007 i rozebrana po ceremonii zamknięcia. Mniejsza wersja została rozdana uczestnikom konferencji. W Słubicach 22 października 2014 roku został odsłonięty Pomnik Wikipedii który był pierwszym tego typu monumentem.

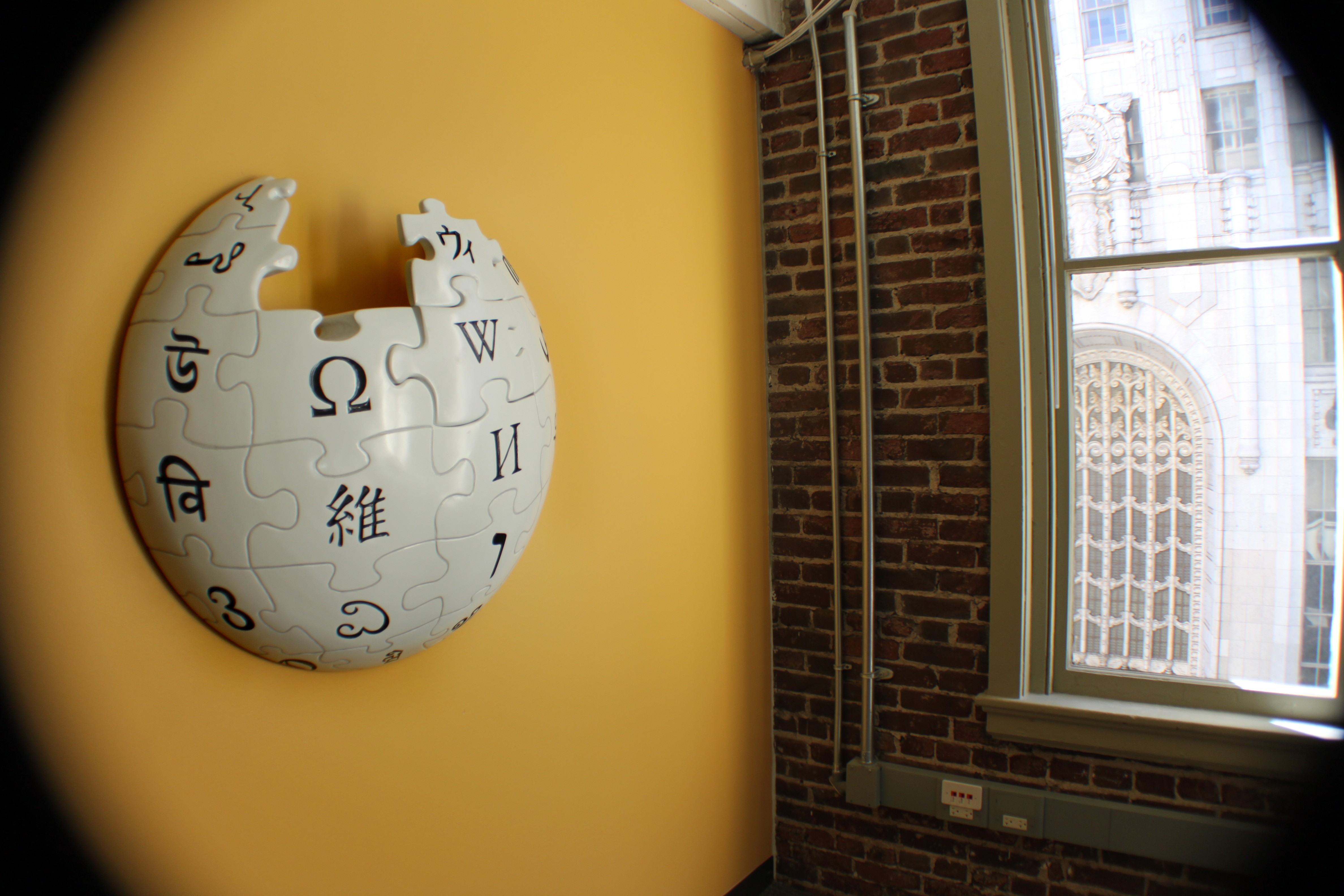
Część kuli wisząca w biurze WMF
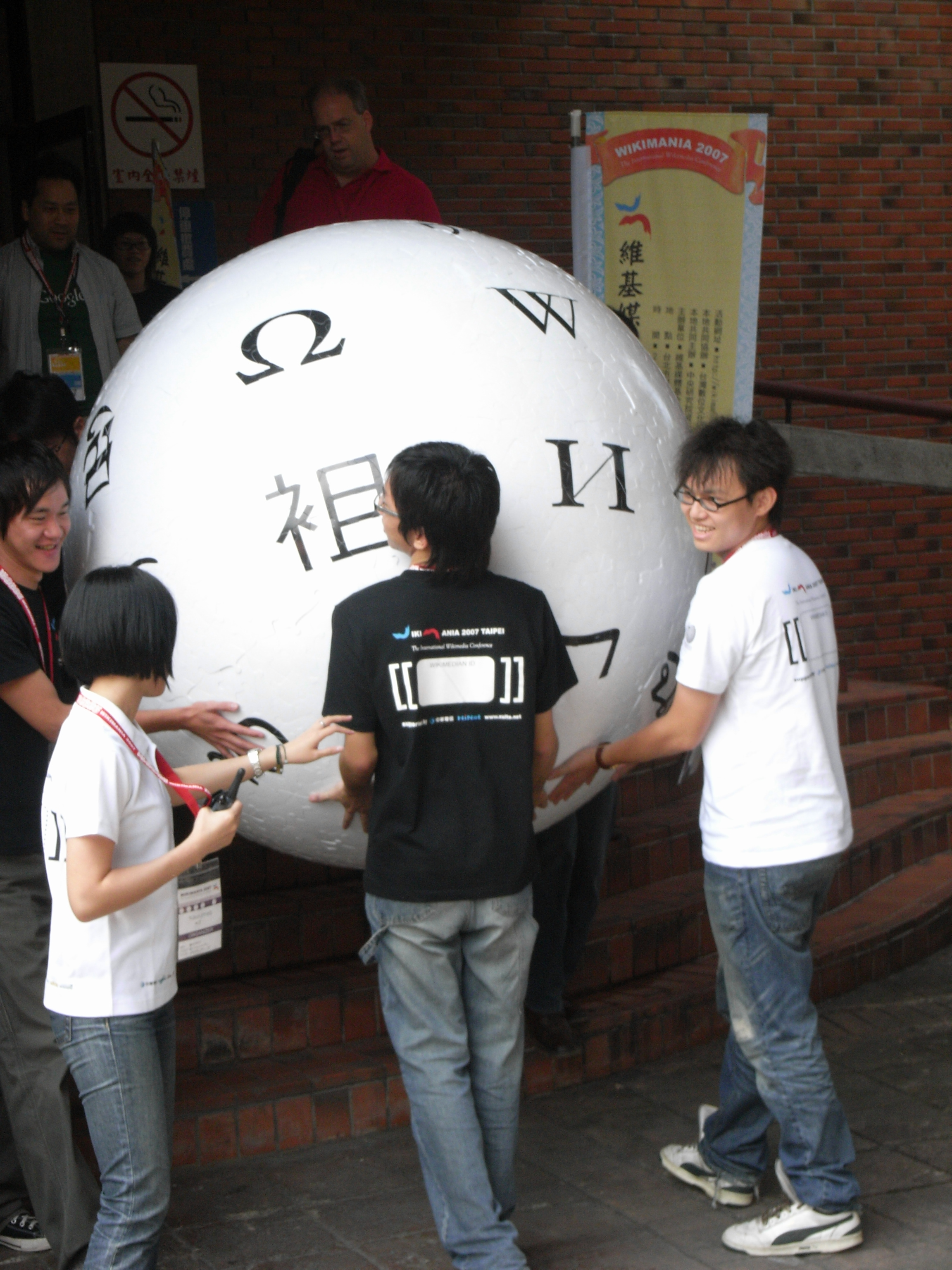
„Wikiball”
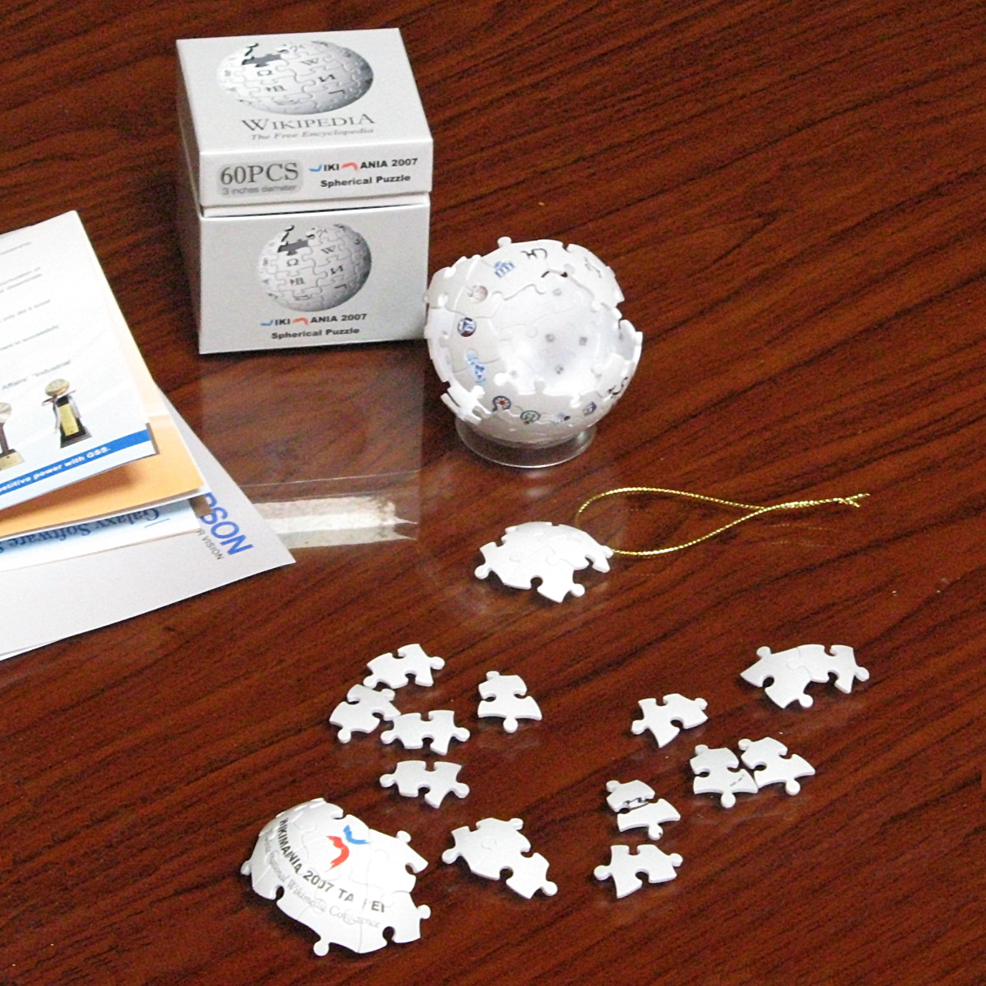
Puzzle 3D z Wikimanii 2007
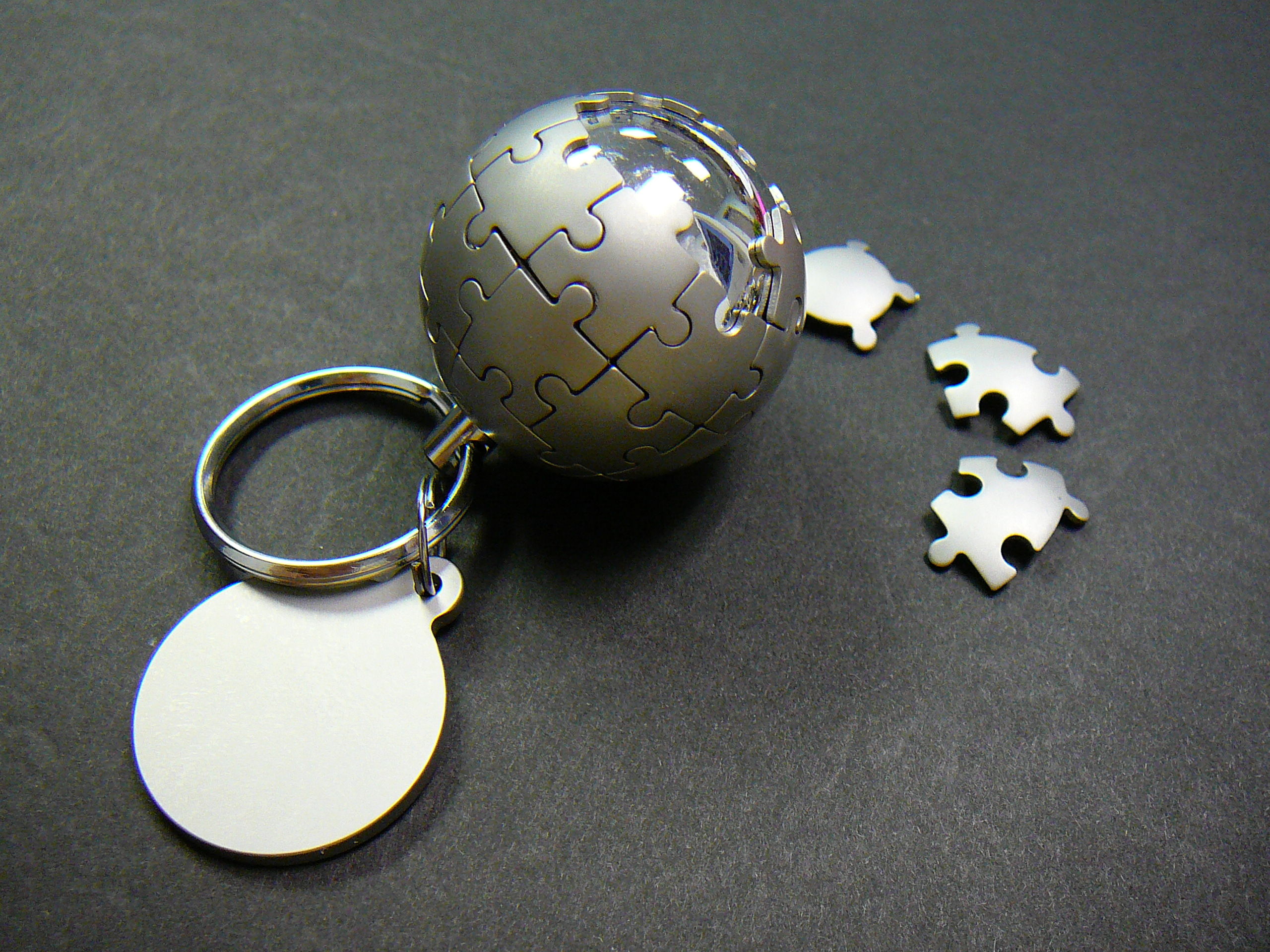
Brelok z wikisfery
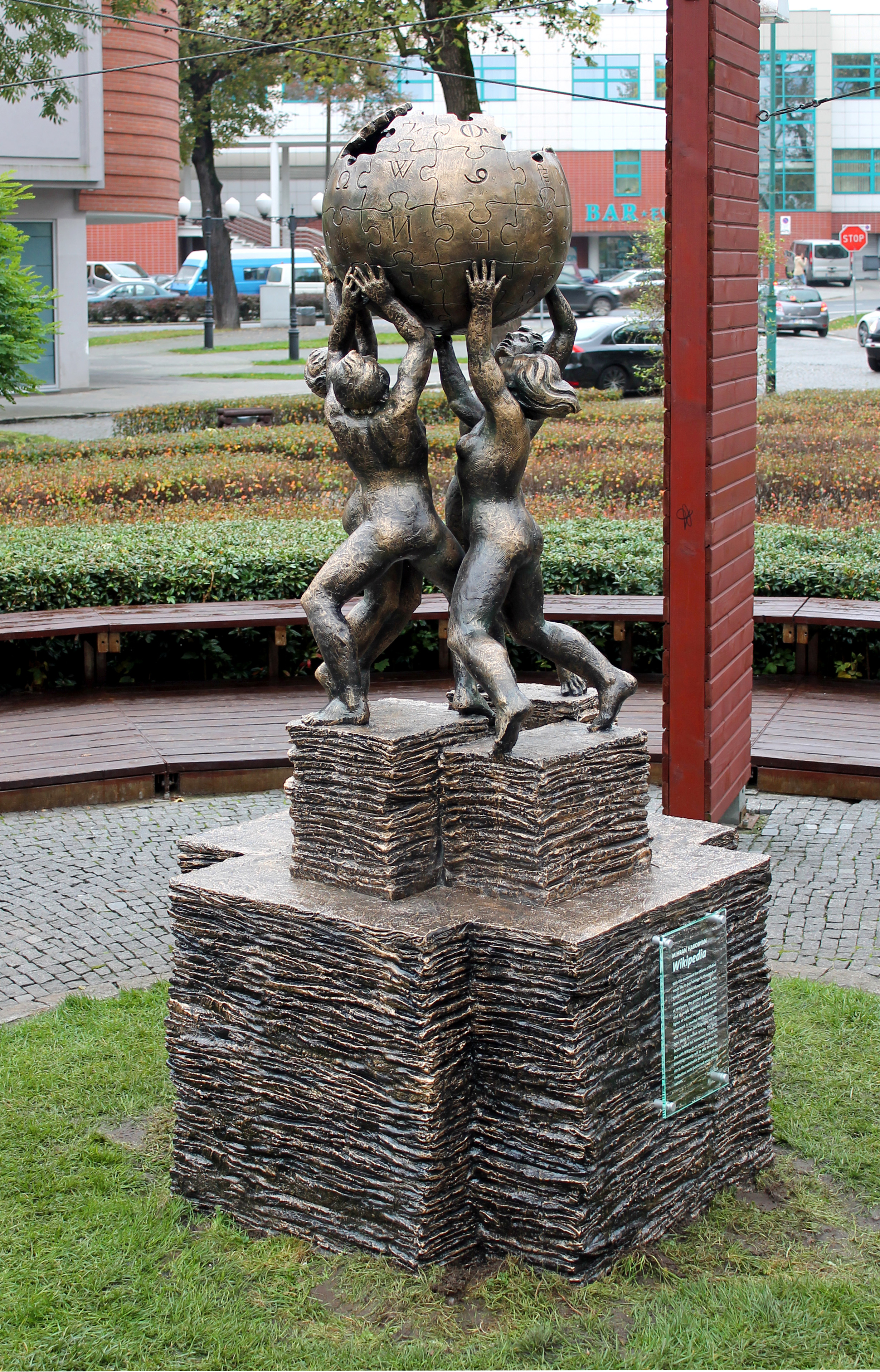
Pomnik Wikipedii w Słubicach